# 下艾兹库尔
下艾兹库尔（法語：Aizecourt-le-Bas，法語發音：[ɛzkuʁ lə ba]）是法国上法蘭西大區索姆省的一个市镇，属于佩罗讷区。

## 地理
下艾兹库尔（49°58'52"N, 3°2'1"E）面积3.57 平方千米，位于法国上法蘭西大區索姆省，该省份为法国北部沿海省份，北起加来海峡省和北部省，西接滨海塞纳省和大西洋英吉利海峡，南至瓦兹省，东临埃纳省。
与下艾兹库尔接壤的市镇（或旧市镇、城区）包括：尼尔吕、列拉蒙、唐普勒拉福斯。

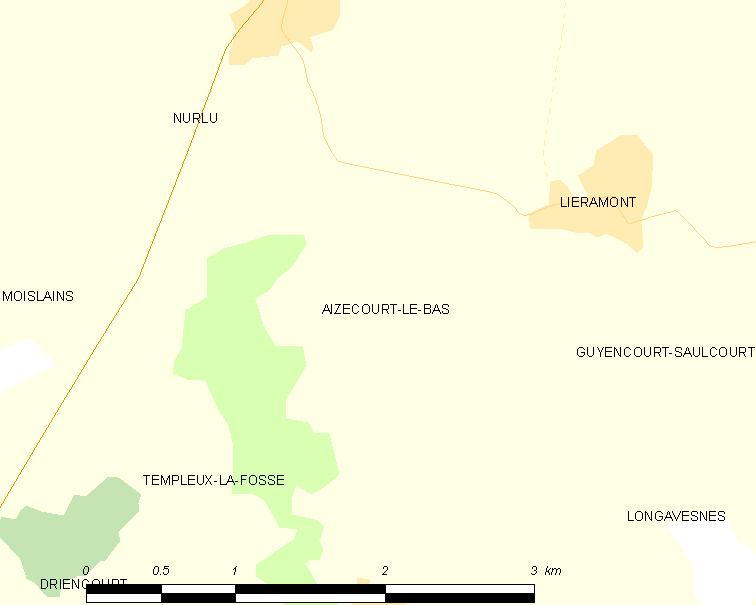
下艾兹库尔的OSM定位图

下艾兹库尔的时区为UTC+01:00、UTC+02:00（夏令时）。

## 行政
下艾兹库尔的邮政编码为80240，INSEE市镇编码为80014。

## 政治
下艾兹库尔所属的省级选区为佩罗讷县。

## 人口

1962-2008年间下艾兹库尔人口变化图示

下艾兹库尔于2022年1月1日时的人口数量为65人。